# Nigel Lawson
Nigel Lawson, född 11 mars 1932 i London, död 3 april 2023 i Eastbourne, East Sussex, var en brittisk politiker (konservativ). Han var Storbritanniens finansminister 1983–1989.

## Biografi
Lawson studerade filosofi, statsvetenskap och ekonomi vid Christ Church, Oxford och gjorde värnplikten som marinofficer. Han inledde sin yrkeskarriär som ekonomijournalist och arbetade på The Sunday Telegraph och The Spectator. 1974 valdes han in i parlamentet som representant för Blaby i Leicestershire.
Lawson var finansminister i Margaret Thatchers regering från juni 1983 till oktober 1989. Innan dess var han energiminister 1981–1983. Nigel Lawson avgick 1989 efter en kontrovers med Thatcher angående inställningen till europeiskt valutasamarbete. 1992 utkom hans memoarer The View from Number 11.
Nigel Lawson var far till TV-kocken och matskribenten Nigella Lawson.